# Judith Viorst
Judith Viorst (născută în Stahl,  n. 2 februarie 1931, Newark, New Jersey, SUA) este o scriitoare americană, jurnalistă și cercetătoare în psihanaliză .  Este cunoscută pentru scrierea  Alexander and the Terrible, Horrible, No Good, Very Bad Day (1972), care este o carte pentru copii și s-a vândut în peste două milioane de exemplare. 